# 鷹司尚輔
鷹司 尚輔（たかつかさ ひさすけ）は、江戸時代中期の公家。官位は従五位上・右近衛少将。鷹司家19代当主。

## 概要
近衛家の22代目当主である近衛家熙の子として生まれ、五摂家の一つである鷹司家の19代目当主となった。従五位上となり、右近衛少将などを歴任した。

## 経歴
実兄・鷹司房熙（家熙の次男）が21歳で急死したため、5歳で房熙の養子として鷹司家を相続する。その後、従五位上・右近衛少将に任ぜられるが間もなく僅か8歳で病死。五摂家の歴代当主の中で唯一公卿に昇ることはなかった。

## 家族・親族
- 父：近衛家熙
- 母：不詳
- 養父：鷹司房熙

## 系譜

### 鷹司家
鷹司家は、近衞家実の子である鷹司兼平を始祖とし、五摂家の一つであった。

### 近衞家
近衞家は、藤原忠通の子である近衞基実を始祖とし、五摂家の一つであった。

### 皇室との関係
後陽成天皇の男系五世子孫である。後陽成天皇の第四皇子で近衛家を継いだ近衛信尋の男系後裔。

詳細は皇別摂家#系図も参照のこと。